# Jockey Club Campineiro
Pour les articles homonymes, voir Jockey (homonymie).

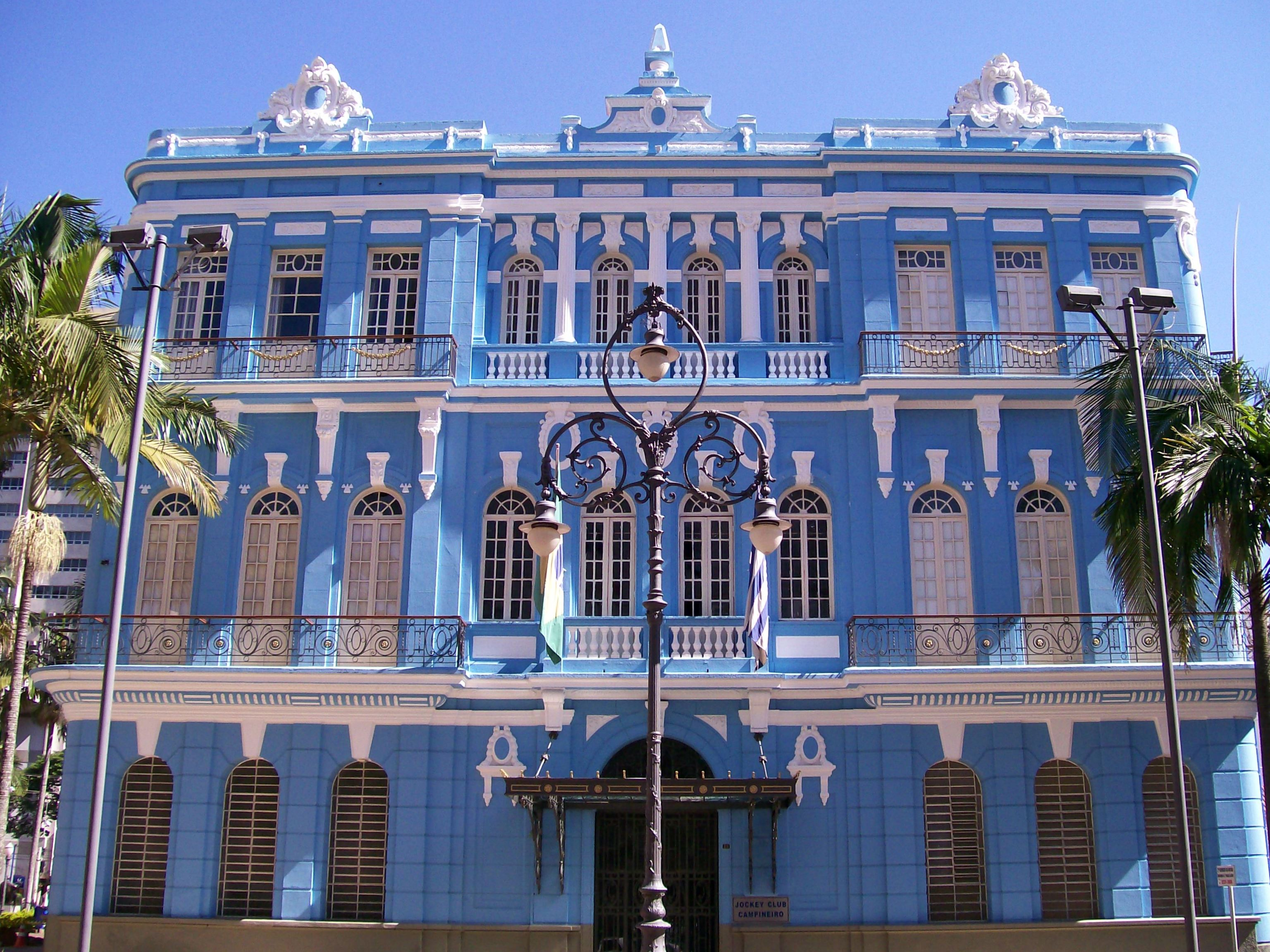
Façade du bâtiment du Jockey Club Campineiro

Le bâtiment du Jockey Club Campineiro est un édifice historique situé dans le quartier Centre de la ville de Campinas, dans l'État de São Paulo, au Brésil. Achevé en 1925, son architecture s'inspire de différents styles architecturaux, mélangeant architecture Art nouveau et style néorenaissance.
Il abrite le siège du Jockey Club de Campinas, un Jockey Club fondé en 1877.

## Sources
- (pt) Cet article est partiellement ou en totalité issu de l’article de Wikipédia en portugais intitulé « Jockey Club Campineiro » (voir la liste des auteurs).